# Hajime Katoki
Hajime Katoki (カトキハジメ?, Katoki Hajime; Prefettura di Saitama, 3 dicembre 1963) è un illustratore, disegnatore, mecha e toy designer giapponese.

## Biografia

### Da fan a mecha designer
La fulminea carriera di Hajime Katoki e la sua trasformazione da accanito appassionato di Gundam ad interprete di primo piano del relativo mecha design e non solo, si devono essenzialmente al lavoro amatoriale fatto per illustrare il racconto Gundam Sentinel, creato dallo scrittore e Gundam fan Takahashi Masayaka nel 1987. L'elevato livello qualitativo della fan opera fece sì che sia la Sunrise che la Bandai si interessassero a questo allora ventiquattrenne intraprendente illustratore, tanto da inserirlo nel team dei mecha designer ingaggiati per l'OAV Kidō Senshi Gundam 0083: Stardust Memory del 1991, per il quale egli creò l'innovativo RX-78 GP03 Dendrobium Orchis, l'arsenale volante del Gundam GP03 Stamen. Questa prima esperienza professionale gli consentì di incontrare un altro mecha designer già affermato, Shōji Kawamori, il quale lo coinvolse nel progetto del secondo film di Patlabor del 1993, dove Katoki affiancò anche Yutaka Izubuchi, padre del mecha design dell'intera saga. Dello stesso anno è anche la partecipazione al suo lavoro di animazione più consistente, ossia il mecha design principale della serie TV Kidō Senshi Victory Gundam insieme con il "padre" del mecha design Kunio Ōkawara, da lui affiancato anche nelle successive serie Kidō Butoden G Gundam del 1994 e Shin Kidō Senki Gundam Wing (Gundam Wing) del 1995. Nel 1996 si occupa delle ambientazioni per la poco fortunata serie Kidō Shin Seiki Gundam X e del mecha design del celebrato OAV Kidō Senshi Gundam: dai 08 MS Shotai, forse il suo lavoro più significativo sotto il profilo della caratterizzazione del mecha insieme a quello realizzato per l'OAV Shin Kidō Senki Gundam Wing Endless Waltz (Gundam Wing Endless Waltz) dell'anno successivo. Nel 2001 ritrova Kawamori ed Izubuchi per il mecha design del film WXIII: Patlabor the Movie 3 e nel 2002 inizia a collaborare ai video della collana Gundam Evolve. Recentemente ha realizzato il design work di base degli OAV in CG MS IGLOO, The hidden One Year War (2005) ed Apocalypse 0079 (2006).

### Non solo anime
La particolare predilezione di Hajime Katoki per le variazioni sul tema ha fatto sì che dalle sue versioni dei mobile suit che hanno attraversato l'universo di Gundam, oltre che dalle sue creazioni originali, la Bandai traesse altrettanti model kit Gunpla, soprattutto delle serie Master Grade e High Grade UC, caratterizzati dal marchio Ver.Ka. (Version Katoki), chiedendo poi allo stesso Katoki di realizzare nuovi disegni direttamente per i model kit, senza più trarli da precedenti lavori. Nel 1999, quindi, tutti i disegni e le illustrazioni originali così creati per i model kit sono stati raccolti nel  volume Gundam Fix della Kadokawa Shoten. Dall'esperienza fatta con le Ver.Ka. sono poi nate due serie di action figure che Bandai ha direttamente affidato al design di Hajime Katoki, Gundam Fix Figuration nel 2001 e Zeonography nel 2003.
Recentemente Katoki è stato chiamato anche a concepire ed illustrare il mecha design dell'ultimo lavoro ambientato nell'Universal Century della saga di Gundam, il light novel Mobile Suit Gundam Unicorn di Harutoshi Fukui, con il character design di Yoshikazu Yasuhiko.
Oltre ai model kit ed alle action figure, Katoki si è occupato anche del mecha design per due saghe di videogiochi, Super Robot Wars e Virtual On.

## Opere principali

### Anime
- Kidō Senshi Gundam 0083: Stardust Memory, OAV, 1991 - mecha design
- Kidō Senshi Gundam 0083: Jion no Zankō, film, 1992 - mecha design
- The Cockpit - Onsoku Raigekitai, OAV, 1993 - mecha design
- Kidō Keisatsu Patlabor 2: the Movie (Patlabor 2), film, 1993 - collaborazione al mecha design
- Kidō Senshi Victory Gundam, serie TV, 1993 - mecha design
- Kidō Butoden G Gundam, serie TV, 1994 - mecha design
- Shin Kidō Senki Gundam Wing (Gundam Wing), serie TV, 1995 - collaborazione al mecha design
- Shin Kidō Senki Gundam Wing: Operation Meteor, OAV, 1996 - mecha design
- Kidō Shin Seiki Gundam X, serie TV, 1996 - ambientazioni
- Kidō Senshi Gundam: dai 08 MS Shotai, OAV, 1996 - mecha design
- Shin Kidō Senki Gundam Wing Endless Waltz, OAV, 1997 - mecha design
- Kidō Senshi Gundam: dai 08 MS Shotai: Miller's report, film, 1998 - mecha design
- Shin Kidō Senki Gundam Wing Endless Waltz Special Edition, film, 1998 - mecha design
- WXIII: Kidō Keisatsu Patlabor Gekijōban 3, film, 2001 - collaborazione al mecha design
- Gundam Evolve 3, video, 2002 - mecha design di base
- Gundam Evolve 4, video, 2003 - mecha design di base
- Gundam Evolve 7, video, 2004 - mecha design di base
- Kidō Senshi Gundam MS IGLOO: Ichinen Sensō hiwa, OAV, 2005 - design work
- Kidō Senshi Gundam MS IGLOO: Mokushiroku 0079, OAV, 2006 - design work
- Short Peace, 2013

### Modellismo
- Bandai Master Grade "Ver.Ka." (model kit)
- Bandai HGUC "Ver.Ka." (model kit)
- Bandai Gundam Fix Figuration (action figure)
- Bandai Zeonography (action figure)

### Videogiochi
- Virtual On - mecha design
- Super Robot Wars - mecha design